# Claude Marrow
Claude Marrow, znany jako Ruckus – amerykański niezależny wrestler. Występuje w federacjach Combat Zone Wrestling, Ring of Honor, Maryland Championship Wrestling, Chikara oraz Jersey All Pro Wrestling. Ruckus często pojawia się w innych niezależnych federacjach.
Marrow rozpoczął treningi we wrześniu 1998 w Brainbusters. Zadebiutował w profesjonalnym wrestlingu 18 kwietnia 1999 w Mid Eastern Wrestling Federation (MEWF). Został przyjęty do Combat Zone Wrestling (CZW). Jego pierwszym tytułem był CZW World Junior Heavyweight Championship, uzyskany 2 grudnia 2001. 12 czerwca 2004, Ruckus wraz z Sabianem wygrał CZW World Tag Team Championship. 5 lutego 2005 na gali Only The Strong został posiadaczem tytułu CZW World Heavyweight Championship. 13 maja 2006 Ruckus wygrał turniej Best of the Best. Na gali Best of the Best tournament 14 lipca 2007 Ruckus zdobył tytuł CZW World Heavyweight Title. Na Manhattan Mayhem II, 25 sierpnia 2007, zadebiutował w federacji Ring of Honor.

## Osiągnięcia
Big Japan Pro Wrestling
- BJW World Junior Heavyweight Championship

Combat Zone Wrestling
- CZW World Heavyweight Championship (3 razy)
- CZW World Junior Heavyweight Championship (2 razy)
- CZW World Tag Team Championship (3 razy)
- CZW Best of the Best

German Wrestling Promotion
- GWP World Heavyweight Championship (2 razy)

Independent Wrestling Association Mid-South
- Simply the Best Tournament (2006)

Ring Of Honor
- Winner Of The First Honor Rumble

Maryland Championship Wrestling
- MCW Heavyweight Championship
- MCW Cruiserweight Championship
- MCW Tag Team Championship
- Maryland Championship Wrestling (2006)

Mid-Eastern Wrestling Federation
- MEWF Maryland Championship
- MEWF Mid Atlantic Championship
- MEWF Tag Team Championship
- MEWF Light Heavyweight Championship

National Championship Wrestling
- NCW Tag Team Championship

Nittany Valley Wrestling
- NVW Heavyweight Championship (2 razy)

Power House Wrestling
- PHW Intercontinental Championship